# Lâu đài Trebujena
Lâu đài Trebujena (Tiếng Tây Ban Nha: Castillo de Trebujena) là một lâu đài nằm ở  Trebujena, Tây Ban Nha. Lâu đài được công nhận là Bien de Interés Cultural năm 1993.